# Langues occitano-romanes
Ne doit pas être confondu avec Langues d'Occitanie.
 (décembre 2022).
- Si vous ne connaissez pas le sujet, laissez ce bandeau (vous pouvez alors contacter les auteurs).
- Si vous supprimez le contenu mis en cause (vous pouvez préalablement contacter les auteurs),

argumentez précisément cette suppression dans la page de discussion
(un manque de référence n'est pas un argument ; une recherche réelle de référence doit avoir été effectuée, être formellement documentée).

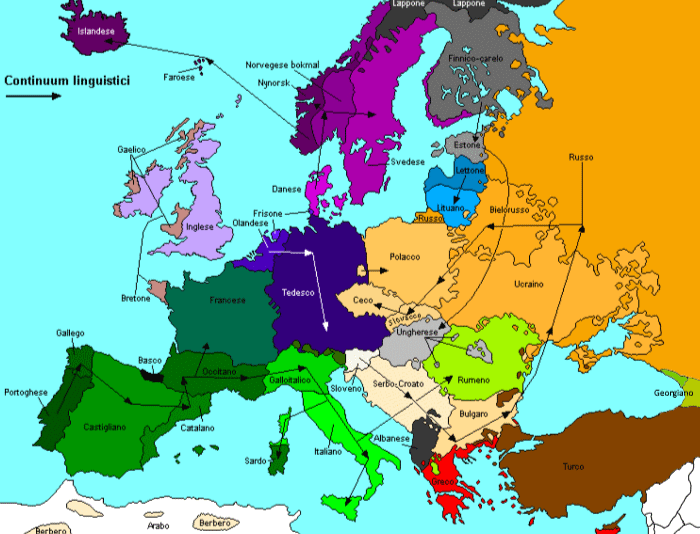
L'occitano-roman est au cœur du continuum linguistique des langues romanes.

Les langues occitano-romanes (catalan : llengües occitanoromàniques, occitan : lengas occitanoromanicas) sont une branche des langues romanes qui englobe l'occitan et le catalan élargie parfois à l'aragonais et au royasque[réf. nécessaire].
Elles se parlent dans cinq pays d'Europe: en Andorre, en Espagne (Catalogne, Communauté valencienne, Îles Baléares, Frange d'Aragon, El Carche), en Italie (Vallées occitanes, Alghero, Guardia Piemontese), en France (région culturelle d'Occitanie et Pyrénées-Orientales catalanes), et à Monaco, ainsi  qu'historiquement dans le comté de Tripoli (Liban), en Algérie française et dans les possessions de la couronne d'Aragon : Duché d'Athènes, Sud de l'Italie, etc.
On retrouve aussi des communautés linguistiques existantes ou historiques dans l'Europe protestante (Allemagne, Suisse, etc.) et dans le Nouveau Monde : Argentine, Uruguay, États-Unis, etc.
Un débat existe sur l'existence de ce groupe de langues où s'opposent des critères linguistiques à des critères politiques. Toutefois, dans leur forme écrite, le catalan moderne et l'occitan moderne sont hautement intelligibles ; le pourcentage de lexique commun est supérieur à celui existant entre l'espagnol et le portugais. Les langues occitano-romanes sont donc très proches, de plus elles forment un continuum linguistique transitionnel entre les langues ibéro-romanes et les langues gallo-romanes.[source insuffisante] La proximité avec les parlers gallo-italiques peut aussi être relevée. De fait, il existe des raisons fondées pour considérer les langues occitano-romanes comme un groupe phylogénétique valide (sens linguistique) ; à la différence des anciennes classifications qui les faisaient appartenir à des groupes polyphylétiques différents (sens géographique).[réf. nécessaire]

## Classification

### Famille linguistique

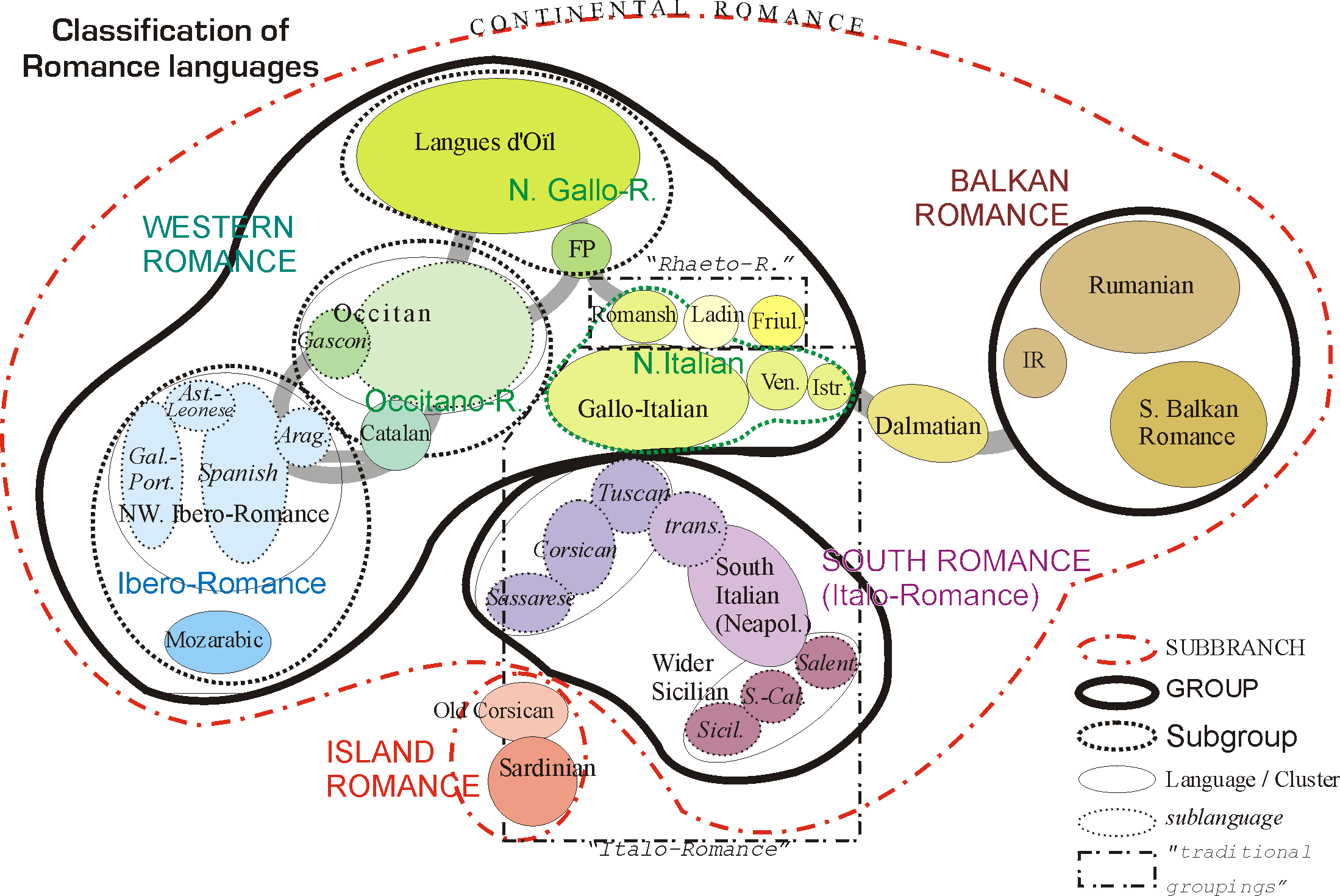
Le groupe occitano-roman au sein des langues romanes selon Y. B. Koryakov.

Selon certains linguistes, l’occitan et le catalan doivent être considérées comme des langues gallo-romanes. D’autres linguistes y classent l'occitan, mais considèrent le catalan comme faisant partie des langues ibéro-romanes. Certains linguistes classent le catalan dans le diasystème occitan. De ce fait, le catalan serait considéré comme une variante occitane de type Ausbau.[évasif]
La question en débat est autant politique que linguistique, car la division classique entre gallo-roman et ibéro-roman repose sur l'idée que la France et l'Espagne sont des États-nations. Cette classification s'appuie donc plus sur des critères territoriaux que sur des critères historiques et linguistiques. L'un des principaux promoteurs de l'unité des langues de la péninsule Ibérique était le philologue espagnol Ramón Menéndez Pidal. En France, un courant autour de Gaston Paris s’attacha à présenter l'unité des dialectes gallo-romans en y incluant l'occitan. Tandis que déjà bien avant d'autres linguistes comme Wilhelm Meyer-Lübke et Friedrich Christian Diez ou plus récemment comme Louis Alibert  ont soutenu la parenté de l'occitan et du catalan.[réf. nécessaire]

### Gascon et catalan
La réponse à la question de savoir si le gascon et le catalan doivent être considérés comme des dialectes occitans ou des langues distinctes a longtemps été affaire d'opinion ou de convention, plutôt que la sanction de critères scientifiques. Cependant, les deux études citées ci-après soutiennent que le gascon et le catalan doivent être considérés comme des langues étrangères à l'occitan :

- Pour la toute première fois dans les années 1980, Stephan Koppelberg a appliqué une approche quantitative fondée sur des statistiques pour tenter d'apporter une réponse à la question. Sur la base des résultats obtenus, il conclut que le catalan, l'occitan et le gascon devraient être considérés comme trois langues distinctes[6].
- Plus récemment, Y. Greub et J.P. Chambon (Université de la Sorbonne, Paris) ont démontré que la formation du Proto-Gascon était déjà terminée à la veille du VIIe siècle, alors que Proto-Occitan n'était pas encore formé à cette époque[7].

Ces résultats ont incité certains linguistes à abandonner le classement traditionnel du gascon comme dialecte de l'occitan, en l'alignant sur celui du catalan qualifié de « langue distincte »[citation nécessaire]. Les deux études ont soutenu l'intuition précoce de feu Kurt Baldinger, un spécialiste de l'occitan médiéval et du gascon médiéval, qui a recommandé que l'occitan et le gascon soient classés comme langues distinctes,.
Le « Bulletin de l'observatoire des pratiques linguistiques », publié par le ministère de la Culture français, estime pour sa part, que seule l'appartenance du béarnais/gascon à l'ensemble occitan peut être légitimement discutée. Il poursuit en précisant qu'un consensus se dessine pour considérer que le béarnais/gascon « constitue, du point de vue de sa genèse, un ensemble distinct de l'occitan proprement dit ». Mais en évoluant en « symbiose » avec ce dernier depuis des siècles, le béarnais/gascon est généralement considéré comme étant une variété de la langue d'oc.
Gerhard Rohlfs a étudié particulièrement le gascon en le comparant aux autres idiomes pyrénéens, basque et aragonais notamment, y compris en allant enquêter sur le terrain des deux versants pyrénéens. Prolongeant les travaux précurseurs d'Achille Luchaire, il montre les parentés entre gascon et basque, particulièrement pour des noms de plantes, d'animaux, de relief ou de terrain (sans équivalent latin ?) mais aussi du gascon avec l'aragonais et le catalan, ainsi que l'espagnol.

### Répartition
Pierre Bec considère un domaine occitano-roman, au sens large, qui regroupe les langues et dialectes (parlers) du midi de la France (exception faite du basque aux caractéristiques distinctes et du poitevin-saintongeais qui est une langue d'oïl). Sur la base de différents traits linguistiques communs ou distinctifs, il conclut en deux façons, selon lui, de regrouper ou séparer les sous-ensembles de ce domaine occitan-roman, voici la première :
- Le nord-occitan, où CA et GA latins sont palatisés en cha (tsa) et ja (dja). Il comprend le (ou les parlers) limousin(s), auvergnat(s) et "vivaro-alpin"(s) (mentonasque, roquebrunasque et gardiol inclus). La limite sud du nord-occitan est la l'isoglosse ca/cha (exemple en toponymie, Castelnau ou Castetnau vs Châteauneuf en français).
- L’occitan méridional comprend le languedocien et le provençal. Le Vidourle est la frontière qui sépare ces deux dialectes. À l’ouest, le languedocien « est approximativement limité par la Garonne, prolongée par son affluent l’Ariège (limite avec le gascon) ».
- Gascon/béarnais (langue officielle lorsque le Béarn était un État indépendant, les trois formes de gascon sont parlées en Béarn) 
  - gascon occidental (parlar negre ou landais)
  - gascon oriental ou intérieur (parlar clar)
  - gascon pyrénéen ou méridional (aranais, aspois-barétounais, langue sifflée pyrénéenne †)

- Catalan
  - catalan oriental : catalan central, baléare (majorquin, minorquin (ca), ibizois), nord-catalan, alguérois.
  - catalan occidental : catalan nord-occidental, tortosain, valencien (apitxat, valencien septentrional, valencien méridional, alicantais).
  - judéo-catalan (†)

- Dialectes occitans et catalans inclassables : occitan cispyrénéen (†), croissant (Occitanie), sud-vivarais, parlers protestants du Velay, ribagorsanais (es), bénasquais

La seconde façon de classer les sous-ensembles précédents, selon Pierre Bec, est décrite au chapitre « Autres classifications possibles ».

#### Aragonais
La position de l'aragonais est moins claire, il partage un certain nombre d'anciens isoglosses importants avec le catalan et l'occitan qui ne figurent pas dans les langues ibero-romanes. Cependant, la langue navarro-aragonaise a subi une restructuration majeure dans les derniers siècles et elle s'est considérablement rapprochée des langues ibéro-romanes, occultant certaines des caractéristiques occitano-romanes. Le navarro-aragonais a pratiquement disparu de tout son territoire historique. Seul subsiste aujourd'hui le haut-aragonais (accroché aux Pyrénées) qui est la forme la plus proche de l'occitan général et du catalan.

#### Royasque et brigasque
Le royasque et le brigasque sont considérés comme des parlers de transition entre l'occitan et le ligure. Ils sont généralement classés dans le ligure. Cependant la population locale revendique son appartenance à l'Occitanie.

### Autres classifications possibles
Même si la plupart des linguistes actuels séparent le catalan de l'occitan, les deux langues sont parfois confondues dans les travaux de linguistes[Lesquels ?] tentant de classer les dialectes de l'occitan dans des groupes supradialectaux.
C'est le cas de Pierre Bec, repris plus récemment par Domergue Sumien, qui définit (p. 36, p. 52-54) une « structuration supra-dialectale » en décrivant, pour un ensemble « aquitano-pyrénéen (centré autour du gascon) », des traits communs du gascon avec le languedocien pyrénéen – parlé au sud, environ, d’une ligne Bordeaux-Toulouse-Narbonne.
Par la suite, Bec a développé cette classification en élaborant l’idée d’un groupe supradialectal aquitano-pyrénéen ou préibérique incluant le catalan, le gascon et une partie du languedocien. Tandis qu'ils ont classé le reste de l'occitan dans un autre groupe ou dans deux autres groupes supradialectaux (arverno-méditerranéen, occitan central). Cette classification (structuration) supra-dialectale comprend trois groupes :
- Arverno-méditerranéen : nord-occitan et provençal.
- Occitan central.
- Aquitano-pyrénéen : gascon et languedocien pyrénéen (soit, environ, au sud d'une ligne Bordeaux-Narbonne).

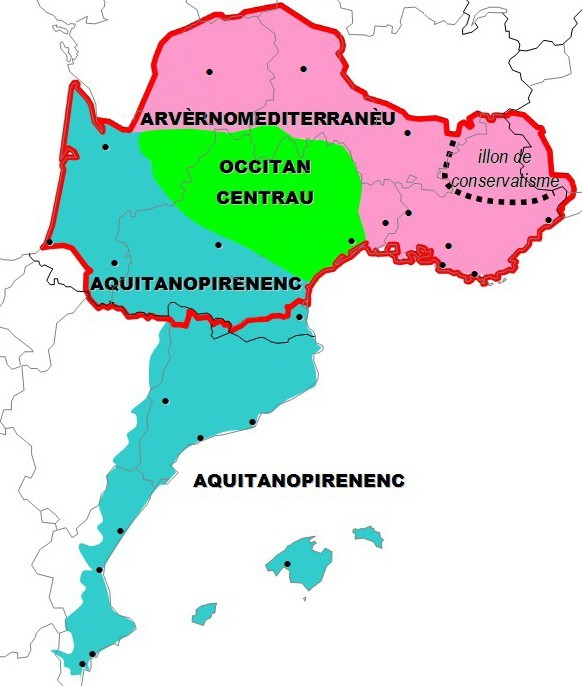
Classement supradialectal de l'occitano-roman selon P. Bec.
Classement supradialectal de l'occitano-roman selon D. Sumien.

## Comparaison lexicale
Transcription phonétique et écritures normées des chiffres dans les différentes variétés occitanoromanes ,:
| GLOSE | Occitan septentrional | Occitan septentrional |                       | Occitan méridional    | Occitan méridional    | Catalan               | Catalan                                     |
| GLOSE | Auvergnat             | Limousin              | Gascon                | Languedocien          | Provençal             | Oriental              | Occidental                                  |
| ----- | --------------------- | --------------------- | --------------------- | --------------------- | --------------------- | --------------------- | ------------------------------------------- |
| '1'   | yn / yna/ynɔ un, una  | yⁿ / ynɔ un / una     | y / yɔ un / ua        | yn / ynɔ un / una     | yn / ynɔ/yna un / una | un / unə un / una     | un / una un / una                           |
| '2'   | du / dua dos, doàs    | du / dua dos / doas   | dys / dyɔs dus / duas | dus / duɔs dos / doas | dus / duas dos / doas | dos / duəs dos / dues | dos / dues (val. dos) dos / dues (val. dos) |
| '3'   | tre / tri tres        | tɾej tres             | tɾes tres             | tɾes tres             | tɾes/tʀes tres        | trɛs (bal. trəs) tres | tres                                        |
| '4'   | katʀə quatre          | katɾe quatre          | kwatə quatre          | katɾe quatre          | katɾe/katʀe quatre    | kwatrə quatre         | kwatre quatre                               |
| '5'   | ʃiⁿ cinc              | ʃiⁿ cinc              | siŋk cinc             | siŋk cinc             | siⁿ/siŋk cinc         | siŋ / siŋk cinc       | siŋ / siŋk cinc                             |
| '6'   | sej seis              | sej sieis             | ʃeis sheis            | sjɛjs sièis           | sjɛj sièis            | sis                   | sis                                         |
| '7'   | setə sete             | se sèt                | sɛt sèt               | sɛt sèt               | sɛ/sɛt sèt            | sɛt set               | sɛt set                                     |
| '8'   | œ / œj eut / uèit     | œj / œi uech / ueit   | wɛit ueit             | ɥɛʧ uèch              | ɥɛ/ɥɛʧ uèch           | bujt (bal. vujt) vuit | bujt (val. wit) vuit (val. huit)            |
| '9'   | nɔw nòu               | nɔw nòu               | nɔw nòu               | nɔw nòu               | nɔw nòu               | nɔu nou               | nɔu nou                                     |
| '10'  | de detz               | de dètz               | dɛʦ dètz              | dɛʦ dètz              | dɛs dètz              | dɛu deu               | dɛu deu                                     |
On distingue les formes masculines et féminines pour les chiffres '1' et '2'.

## Anciennes régions de langues occitano-romanes
Le catalan a gagné du terrain sur l'occitan dans le Capcir et peut-être le Roussillon.

## Critiques
Peu de temps après l'élaboration par Bec de cette nouvelle notion de langues occitano-romanes, Henri Guiter, directeur de l’Atlas linguistique des Pyrénées Orientales publié en 1966, qui a marqué un jalon important dans la connaissance des parlers de la zone et confirmé l’existence d’une frontière bien marquée entre roussillonnais et languedocien, l’a vigoureusement rejetée.